# Буртымка
Буртымка — река в России, протекает по Свердловской области. Устье реки находится в 148 км по правому берегу реки Каква. Длина реки составляет 15 км.
Площадь водосборного бассейна — 69,1 км². Высота устья — 336 м над уровнем моря.
Система водного объекта: Каква → Сосьва → Тавда → Тобол → Иртыш → Обь → Карское море.

## Данные водного реестра
По данным государственного водного реестра России относится к Иртышскому бассейновому округу, водохозяйственный участок реки — Сосьва от истока до водомерного поста у деревни Морозково, речной подбассейн реки — Тобол. Речной бассейн реки — Иртыш.
Код объекта в государственном водном реестре — 14010502412111200010424.